# Аминокиселина
Аминокиселините са химични съединения, в молекулата на които присъстват задължително аминогрупа и химична група, придаваща киселинни свойства на съединението (при органичните киселини е карбоксилна група). Най-известните аминокиселини са α-аминокиселините с карбоксилна група, в края на въглеродната верига, от тях са изградени всички генно детерминирани белтъци. Наричат се α (алфа) – аминокиселини, защото аминогрупата и карбоксилната група са разделени от един (α = първата буква от гръцката азбука) въглероден атом. Когато карбоксилната група и аминогрупата са разделени от два и повече въглеродни атоми те се наричат β- (бета), γ- (гама) и т.н. аминокиселини.

## Протеиногенни аминокиселини
Протеиногенните киселини са тези, които изграждат белтъците във всички живи организми. Всички протеиногенни киселини са α-аминокиселини. Имената на стандартните аминокиселини са дадени в таблицата. Препоръчва се използването на трибуквените им съкращения. Еднобуквените съкращения се използват при сравняване на дълги последователности от аминокиселини (белтъци) или при обозначаване на аминокиселинните замени при мутации. 
С изключение на глицина всички останали протеиногенни киселини са хирални съединения и имат два енантиомера: L- и D-форма. Биологично активни (т.е. тези които участват в изграждането на белтъците) са само L-формите (това означава, че те въртят равнината на плоско поляризирана светлина наляво). Освен това в метаболитно отношение 20-те алфа-аминокиселини в организма се делят на заменими (3), незаменими (9) и условнозаменими (8).
Незаменимите аминокиселини не могат да бъдат синтезирани от животинските организми, единствения начин да се набавят е чрез храната. Растенията и микроорганизмите могат да синтезират всички необходими аминокиселини, затова при тях няма незаменими аминокиселини. Условнозаменимите киселини са незаменими само в определени случаи (напр.: новородени и малки деца, бременни жени, хора със заболявания, свързани с обмяната на веществата), за останалите хора те са заменими.
| незаменими  | незаменими | незаменими  | незаменими                   | условно заменими | условно заменими | условно заменими | условно заменими             | заменими              | заменими   | заменими    | заменими           |
| название    | съкращение | съкращение  | РНК-кодиране                 | название         | съкращение       | съкращение       | РНК-кодиране                 | название              | съкращение | съкращение  | РНК-кодиране       |
| название    | трибуквено | еднобуквено | РНК-кодиране                 | название         | трибуквено       | еднобуквено      | РНК-кодиране                 | название              | трибуквено | еднобуквено | РНК-кодиране       |
| Валин       | Val        | V           | GUU, GUC, GUA, GUG           | Аргинин          | Arg              | R                | CGU, CGC, CGA, CGG, AGA, AGG | Аланин                | Ala        | A           | GCU, GCC, GCA, GCG |
| Изолевцин   | Ile        | I           | AUU, AUC, AUA                | Аспарагин        | Asn              | N                | AAU, AAC                     | Аспарагинова киселина | Asp        | D           | GAU, GAC           |
| Левцин      | Leu        | L           | UUA, UUG, CUU, CUC, CUA, CUG | Глицин           | Gly              | G                | GGU, GGC, GGA, GGG           | Глутаминова киселина  | Glu        | E           | GAA, GAG           |
| Лизин       | Lys        | K           | AAA, AAG                     | Глутамин         | Gln              | Q                | CAA, CAG                     |                       |            |             |                    |
| Метионин    | Met        | M           | AUG                          | Пролин           | Pro              | P                | CCU, CCC, CCA, CCG           |                       |            |             |                    |
| Треонин     | Thr        | T           | ACU, ACC, ACA, ACG           | Серин            | Ser              | S                | UCU, UCC, UCA, UCG, AGU, AGC |                       |            |             |                    |
| Триптофан   | Trp        | W           | UGG                          | Тирозин          | Tyr              | Y                | UAU, UAC                     |                       |            |             |                    |
| Фенилаланин | Phe        | F           | UUU, UUC                     | Цистеин          | Cys              | C                | UGU, UGC                     |                       |            |             |                    |
| Хистидин    | His        | H           | CAU, CAC                     |                  |                  |                  |                              |                       |            |             |                    |

## Химична структура на аминокиселините
Основните 20 аминокиселини могат да се разделят на четири основни категории, според свойствата на остатъка (Р или R):

### Неутрални аминокиселини с неполярен остатък
- L-Глицин (Gly / G)
- L-Аланин (Ala / A)
- L-Валин (Val / V)
- L-Левцин (Leu / L)
- L-Изолевцин (Ile / I)
- L-Пролин (Pro / P)
- L-Фенилаланин (Phe / F)

### Неутрални аминокиселини със слабо полярен остатък
- L-Серин (Ser / S)
- L-Треонин (Thr / T)
- L-Триптофан (Trp / W)
- L-Тирозин (Tyr / Y)
- L-Аспаргин (Asn / N)
- L-Глутамин (Gln / Q)
- L-Цистеин (Cys / C)
- L-Метионин (Met / M)

### Аминокиселини с ациден остатък
- L-Аспартат (Asp / D)
- L-Глутамат (Glu / E)

### Аминокиселини с основен остатък
- L-Лизин (Lys / K)
- L-Хистидин (His / H)
- L-Аргинин (Arg / R)